# Jakke Valakivi
Jakke Raimo Milagro Valakivi Álvarez (Lima, 17 de septiembre de 1963) es un economista peruano. Fue Ministro de Defensa del Perú, desde el 2 de abril de 2015 hasta el 28 de julio de 2016.

## Biografía
Jakke Valakivi tiene ascendencia finesa; su abuelo fue el militar finlandés Lahja Aalto/Valakivi (1892–1956). Es economista por la Universidad de Lima. Cuenta además con un doctorado por la Universidad Politécnica de Cataluña y un máster en Administración de Negocios por el Instituto Centroamericano de Administración de Empresas.
Ha sido gerente de división de Interbank, subgerente de Interfip Sociedad Agente de Bolsa, Jefe del Departamento de Estudios Económicos de la Corporación Financiera de Desarrollo (COFIDE), director del Banco de Comercio y vicepresidente de Globokas Perú. También fue catedrático de varias universidades privadas.
El 11 de agosto de 2012 fue nombrado Viceministro de Recursos para la Defensa, del Ministerio de Defensa del Perú, cuyo titular era entonces el ministro Pedro Cateriano Bellido. Presidió también la Comisión Reorganizadora de la DINI.

### Ministro del Defensa
El 2 de abril de 2015 juró como Ministro de Defensa, reemplazando a Pedro Cateriano, que pasó a presidir el séptimo gabinete ministerial del gobierno del presidente Ollanta Humala. La ceremonia se realizó el Salón Dorado de Palacio de Gobierno, en la que también juramentaron como ministros Gustavo Adrianzén (Justicia y Derechos Humanos) y Ana María Sánchez (Relaciones Exteriores).
| Predecesor: Pedro Cateriano Bellido | Ministro de Defensa del Perú 2 de abril de 2015 - 28 de julio de 2016 | Sucesor: Mariano González |